# Athiwat Hamarn
Athiwat Hamarn (thailändisch อธิวัฒน์ หะหมาน, * 19. August 2001) ist ein thailändischer Fußballspieler.

## Karriere
Athiwat Hamarn die Saison 2020/21 beim Surat Thani City FC unter Vertrag. Mit dem Verein aus Surat Thani spielte er in der dritten thailändischen Liga. Hier trat er mit dem Verein in der Southern Region an. Zur Saison 2021/22 schloss er sich dem Zweitligisten Ranong United FC aus Ranong an. Sein Zweitligadebüt gab Athiwat Hamarn am 4. September 2021 (1. Spieltag) im Heimspiel gegen den Udon Thani FC. Hier stand er in der Startelf und wurde in der 60. Minute gegen Chartdanai Priksuwan ausgewechselt. Das Spiel endete 3:3. Als Tabellenvorletzter musste er mit dem Verein aus Ranong am Ende der Saison 2022/23 in die dritte Liga absteigen. Nach dem Abstieg und 40 Ligaspielen verließ er den Verein. Im Sommer 2023 nahm ihn der Drittligist Phuket Andaman FC unter Vertrag. Mit dem Verein aus Phuket spielte er dreimal in der Southern Region der Liga. Sein ehemaliger Verein Ranong United FC, ein Verein, der ebenfalls in der Southern Region spielte, nahm ihn im Dezember 2023 unter Vertrag. Nach sieben Ligaspielen wurde sein Vertrag im Sommer 2024 nicht verlängert.